# Мотл Грувман
Мо́тл Гру́вман (* 1918, Немирів Брацлавського повіту Подільської губернії — † 1988) (Грувман Михайло Йосипович), єврейський поет, писав на їдиш, нагороджений 15 радянськими нагородами, підполковник запасу.

## Короткий життєпис
По закінченні школи поїхав вчитися на єврейське відділення журналістики Харківського технікуму. 1937 року закінчив Харківський планово-економічний технікум.
В 1937—1960 роках служив у лавах Радянської армії.
Брав участь у боях при озері Хасан 1938 року, учасник Другої світової війни — з першого до останнього дня.

## Поетична творчість
Перші його вірші почали друкуватися на початку 1930-х років в єврейських газетах: «Біробіджан», «Зай грейт», «Пролетарінер Емес», «Штерн», «Юнге гвардіе», в літературно-художньому журналі «Форпост».
1940 року його вірші публікуються у збірнику «Ошер Шварцман», видавництво «Деремес», Москва.
Не переставав писати поезії і на фронті.
Після початку випуску журналу «Советіш геймланд» друкував в ньому вірші, нариси, поеми.
Вірші Грувмана входили до складу збірок:
- 1965 — «Горизонти», «Радянський письменник»,
- 1966 — «Біля Ільмень-озера», «Леніздат»,
- 1974 — «Новоліття», «Карпати»,
- 1975 — «Співзвучність», «Північно-Західне видавництво»,
- 1980 — «Біля древніх стін, біля Ільмень-озера», «Сучасник»,
- 1982 — «Час та пісня», «Приволзьке видавництво»,
- 1982 — «Пісні новгородських композиторів», «Леніздат»,
- 1983 — «Ільменські зорі», «Леніздат»,
- 1983 — «Ленінградський день поезії», «Радянський письменник»,
- 1983 — «В наші дні», «Радянський письменник»,
- 1984 — «Біля Ільмень-озера», «Карпати»,
- 1984 — «Блакитна далина», Новгород,
- 1985 — «Радянська єврейська поезія», «Художня література»,
- 1986 — «Під червоним прапором», «Радянський письменник»,
- 1986 — «Крізь заметілі», Ленінград,
- 1988 — «Вогні над Волховом», «Ленвидав»,
- 1988 — «Відплата», «Радянський письменник»,
- 1988 — «Де Мста-річка тече», Новгород.

Вийшло дві книги його віршів:
- 1983 — «Грозові роки», «Радянський письменник», Москва, на їдиш,
- 1986 — «В життя закоханий», «Леніздат», російською мовою,